# Harry Wills
Harry Wills, soprannominato "The Black Panther" (New Orleans, 15 maggio 1889 – 21 dicembre 1958), è stato un pugile statunitense.
La International Boxing Hall of Fame lo ha riconosciuto fra i più grandi pugili di ogni tempo.

## Gli inizi
Professionista dal 1911, combatté esclusivamente in Louisiana fino al 1914, quando fece il suo primo tour in un altro Stato, la California, proseguendo comunque a battersi esclusivamente con altri pugili afroamericani.

## La carriera
Fu la vittima più nota della “color line”, la linea immaginaria ma efficace tracciata dai Bianchi che, agli inizi del ‘900, dopo il regno di Jack Johnson, impediva ai pesi massimi neri di battersi per il titolo mondiale, motivo per cui i migliori si battevano spessissimo tra di loro. Nei soli match registrati Wills incontrò, tra i grandi pesi massimi neri della sua epoca, ben 17 volte Sam Langford (in realtà gli incontri devono essere stati almeno 22), 5 volte Sam McVey, 3 volte Joe Jeanette.
Nel periodo dal 1920 al 1926 Wills tentò inutilmente di incontrare il campione mondiale bianco Jack Dempsey, senza mai riuscirci.
Nel 1922, al Madison Square Garden di New York, incontrò un altro grande peso massimo afroamericano della sua epoca, Kid Norfolk, mettendolo KO al 2º round.
Tra i pugili bianchi furono suoi avversari, verso la fine della sua carriera, l'argentino Luis Ángel Firpo, il futuro campione del mondo Jack Sharkey, e il basco Paulino Uzcudun.